# Planeter foreslået i religion og ufologi
Der er flere planeter eller himmellegemer hvis eksistens ikke er støttet af videnskabelig bevis, men som af og til tros på eksisterer af pseudovidenskabsfolk, konspirationsteoretikere eller visse religiøse grupper. 

## Planeter foreslået af Zecharia Sitchin
I de senere år, har Zecharia Sitchins arbejde fået større udbredelse blandt ufologer, fortidsastronautteoretikere og konspirationsteoretikere. Zecharia Sitchin påstår gennem genoversættelse af sumeriske tekster, at have afdækket bevis for at menneskeracen blev besøgt af en gruppe aliens fra en fjern planet i vores eget solsystem. Dele af hans teori kommer fra en astronomisk fortolkning af den Babyloniske skabelsesmyte, Enuma Elish, i hvilken han erstatter gudenavnene med hypotetiske planeter. Hans teorier forbliver pseudovidenskab for flertallet af, hvis ikke alle akademikere.

Sitchins teori foreslår planeterne Tiamat og Nibiru. Tiamat er foreslået at have eksisteret mellem Mars og Jupiter.

## Planeter foreslået af Joseph Smith
Joseph Smith, som var grundlæggeren af Mormonismen, hævdede at have oversat nogle ægyptiske papyrusruller, hvori der ifølge ham var flere himmellegemer udenfor solsystemet beskrevet. En af dem er Kolob, stjernen eller planeten "nærmest Guds trone" som udgør dele af mormonernes teologi. Kolob er hebraisk for stjerne. Denne papyrusoversættelse kaldes Abrahams Bog, alle Joseph Smiths oversættelser fra papyrusrullerne er dog sidenhen blevet modbevist efter ægyptologer har oversat rullerne, som ikke indeholdt andet end almindelige begravelsestekster. 
Af andre planeter i Joseph Smiths oversættelse nævnes bl.a. planeten Oliblish og planeten Enish - go - on - dosh.

## Hercolubus
Hercolubus er en planet som er i nogle trossystemer af nogle Gnostikere og New Age grupper.